# Aʻa
Aʻa (auch: Ava) ist eine unbewohnte Insel in der tonganischen Inselgruppe Vavaʻu.

## Geographie
Aʻa liegt zusammen mit ʻOto in einer Bucht, die von den Inseln Kapa und Nuapapu gebildet wird, einer Region im Zentrum von Vavaʻu. Im Umkreis liegen noch die Eilande Luaʻofa, Nuku und Luakapa.
Die Insel selbst hat einen regelmäßig ovalen Grundriss und ist dicht bewaldet. Im Osten, auf der gegenüberliegenden Küste von Kapa liegt der Ort Falevai.

## Klima
Das Klima ist tropisch heiß, wird jedoch von ständig wehenden Winden gemäßigt. Ebenso wie die anderen Inseln der Vavaʻu-Gruppe wird Aʻa gelegentlich von Zyklonen heimgesucht.